# ここにはないもの
「ここにはないもの」は、日本の女性アイドルグループ乃木坂46の楽曲。2022年12月7日に乃木坂46の31作目のシングルとしてN46Div.から発売された。秋元康が作詞、ナスカが作曲した。楽曲のセンターポジションは今作をもってグループを卒業する齋藤飛鳥が務めた。

## 背景とリリース
CDシングルの発売は前作『好きというのはロックだぜ!』以来、約4か月ぶり。
初回仕様限定盤Type-A・B・C・D、通常盤の5形態での発売。初回仕様限定盤各TypeにはBlu-rayが付属され、全国イベント参加券かスペシャルプレゼント応募券と、生写真1枚が封入されている。
2022年11月5日に公式YouTubeチャンネル「乃木坂配信中」にて表題曲の初披露が生配信され、あわせて選抜メンバーも判明した。
2022年11月10日（9日深夜）に放送された『乃木坂46のオールナイトニッポン』（ニッポン放送）にて表題曲がラジオ初オンエアされた。

## アートワーク
| Type-A | 表 | 齋藤飛鳥                     |
| Type-A | 裏 | 齋藤飛鳥                     |
| Type-B | 表 | 遠藤さくら・山下美月         |
| Type-B | 裏 | 柴田柚菜・筒井あやめ         |
| Type-C | 表 | 秋元真夏・賀喜遥香・与田祐希 |
| Type-C | 裏 | 岩本蓮加・早川聖来           |
| Type-D | 表 | 梅澤美波・久保史緒里         |
| Type-D | 裏 | 阪口珠美・林瑠奈・弓木奈於   |
| 通常盤 | 表 | 鈴木絢音・田村真佑・金川紗耶 |
| 通常盤 | 裏 | 齋藤飛鳥                     |

ジャケット写真は、本作のセンターで、最後の参加シングルとなる齋藤飛鳥がこれまで歩んできた軌跡を感じる風景と今のメンバーの姿を「多重露光」で重ね合わせた。また、メンバーの表情をはっきり見せるため、選抜メンバーが表と裏に振り分けられている。フォトグラファーは北岡稔章が担当。

## チャート成績
初週65.4万枚を売り上げ、2022年12月19日付のオリコン週間シングルランキングで初登場1位を獲得した。同ランキング1位獲得は2012年5月14日付の『おいでシャンプー』から30作連続・通算30作目。初週売上65.4万枚は前作『好きというのはロックだぜ！』を超え、女性アーティストの2022年度最高初週売上を自己更新した。また、同年度の女性アーティストによる初週売上TOP3を乃木坂46が独占した。
リリースから約2か月を経て、日本レコード協会のミリオン認定作品となった。ミリオン認定は2020年3月発売の『しあわせの保護色』以来3年ぶり・通算12作目。また、同協会が発表している『第37回日本ゴールドディスク大賞』の「ベスト5シングル」も受賞した。

## ミュージック・ビデオ
ここにはないもの
監督：小林啓一
10月末から11月上旬にかけて3日間にわたって都内各所で撮影された。齋藤飛鳥がアパレルショップの店員を演じ、彼女が半ばあきらめかけていたデザイナーになる夢を再び追いかけ始めるというストーリーが描かれている。全員でのダンスシーンは六本木ヒルズのスカイデッキで、ドラマパートや齋藤のダンスシーンは東京メトロ銀座線・渋谷駅で撮影されている。六本木ヒルズのスカイデッキは普段はヘリポートとしても利用されている場所に芝生を張り花を飾って撮影。ラストシーンで映し出される「いってきます」は本人の直筆である。
悪い成分
監督：小林慎一朗
11月上旬に千葉県千葉市中央区の競輪場「TIPSTAR DOME CHIBA」で撮影された。悪い成分と優しい成分の2つの成分が「追いかけっこ」をすることがテーマ。
これから
監督：山岸聖太
11月末から12月初旬にかけて撮影された。齋藤飛鳥のこれまでの歩みと今現在の姿、そして“これから”別の場所に向かう姿を映し出すことをコンセプトに制作。動物園で動物と触れ合う齋藤飛鳥の姿を8mmフィルムで撮影、ダンスシーンでは足跡が描かれており、現在と過去の齋藤飛鳥が交錯する様子が描かれている。
アトノマツリ
ユニットメンバー（遠藤さくら、賀喜遥香、北川悠理、林瑠奈、弓木奈於）のセルフメイキング映像。メンバーがそれぞれのスマートフォンを使い、歌詞にちなんで山手線が周回する場所を歩きながら5人だけで撮影。映像の編集は林瑠奈が担当。アドバイザーとして撮影に同行した伊藤衆人のサポートを受けながら、自前のパソコンで作業を行った。
17分間
監督：横堀光範
11月上旬に茨城県内の学校で撮影された。校内にある5時17分で止まっている時計を、5期生メンバーがそれぞれ思いを込めた歯車で、再び動かそうとするコンセプトで制作。ダンスは5時17分をイメージしたもので、通称“時計ダンス”と呼ばれている。

## シングル収録トラック

### Type-A
| #         | タイトル                                | 作詞      | 作曲               | 編曲      | 時間  |
| --------- | --------------------------------------- | --------- | ------------------ | --------- | ----- |
| 1.        | 「ここにはないもの」                    | 秋元康    | ナスカ             | the Third | 5:11  |
| 2.        | 「悪い成分」                            | 秋元康    | 若林充             | 若林充    | 4:20  |
| 3.        | 「これから」                            | 秋元康    | 浦島健太、菊池博人 | 菊池博人  | 4:53  |
| 4.        | 「ここにはないもの ～off vocal ver.～」 |           | ナスカ             | the Third | 5:11  |
| 5.        | 「悪い成分 ～off vocal ver.～」         |           | 若林充             | 若林充    | 4:20  |
| 6.        | 「これから ～off vocal ver.～」         |           | 浦島健太、菊池博人 | 菊池博人  | 4:51  |
| 合計時間: | 合計時間:                               | 合計時間: | 合計時間:          | 合計時間: | 28:46 |

| #  | タイトル                                           | 作詞 | 作曲・編曲 | 監督 |
| -- | -------------------------------------------------- | ---- | ---------- | ---- |
| 1. | 「好きというのはロックだぜ!」                      |      |            |      |
| 2. | 「ジコチューで行こう!」                            |      |            |      |
| 3. | 「君に叱られた」                                   |      |            |      |
| 4. | 「Making of 真夏の全国ツアー2022 明治神宮球場 #1」 |      |            |      |

### Type-B
| #         | タイトル                                | 作詞      | 作曲      | 編曲      | 時間  |
| --------- | --------------------------------------- | --------- | --------- | --------- | ----- |
| 1.        | 「ここにはないもの」                    | 秋元康    | ナスカ    | the Third | 5:11  |
| 2.        | 「悪い成分」                            | 秋元康    | 若林充    | 若林充    | 4:20  |
| 3.        | 「銭湯ラプソディー」                    | 秋元康    | 本田正樹  | 本田正樹  | 4:03  |
| 4.        | 「ここにはないもの ～off vocal ver.～」 |           | ナスカ    | the Third | 5:11  |
| 5.        | 「悪い成分 ～off vocal ver.～」         |           | 若林充    | 若林充    | 4:20  |
| 6.        | 「銭湯ラプソディー ～off vocal ver.～」 |           | 本田正樹  | 本田正樹  | 4:02  |
| 合計時間: | 合計時間:                               | 合計時間: | 合計時間: | 合計時間: | 27:07 |

| #  | タイトル                                           | 作詞 | 作曲・編曲 | 監督 |
| -- | -------------------------------------------------- | ---- | ---------- | ---- |
| 1. | 「Under's Love」                                   |      |            |      |
| 2. | 「バンドエイド剥がすような別れ方」                 |      |            |      |
| 3. | 「ジャンピングジョーカーフラッシュ」               |      |            |      |
| 4. | 「僕が手を叩く方へ」                               |      |            |      |
| 5. | 「Making of 真夏の全国ツアー2022 明治神宮球場 #2」 |      |            |      |

### Type-C
| #         | タイトル                                | 作詞      | 作曲      | 編曲      | 時間  |
| --------- | --------------------------------------- | --------- | --------- | --------- | ----- |
| 1.        | 「ここにはないもの」                    | 秋元康    | ナスカ    | the Third | 5:11  |
| 2.        | 「悪い成分」                            | 秋元康    | 若林充    | 若林充    | 4:20  |
| 3.        | 「アトノマツリ」                        | 秋元康    | 藤田卓也  | 藤田卓也  | 5:02  |
| 4.        | 「ここにはないもの ～off vocal ver.～」 |           | ナスカ    | the Third | 5:11  |
| 5.        | 「悪い成分 ～off vocal ver.～」         |           | 若林充    | 若林充    | 4:20  |
| 6.        | 「アトノマツリ ～off vocal ver.～」     |           | 藤田卓也  | 藤田卓也  | 5:01  |
| 合計時間: | 合計時間:                               | 合計時間: | 合計時間: | 合計時間: | 29:05 |

| #  | タイトル                                           | 作詞 | 作曲・編曲 | 監督 |
| -- | -------------------------------------------------- | ---- | ---------- | ---- |
| 1. | 「ごめんねFingers crossed」                        |      |            |      |
| 2. | 「Actually...」                                    |      |            |      |
| 3. | 「深読み」                                         |      |            |      |
| 4. | 「好きになってみた」                               |      |            |      |
| 5. | 「Making of 真夏の全国ツアー2022 明治神宮球場 #3」 |      |            |      |

### Type-D
| #         | タイトル                                | 作詞      | 作曲      | 編曲         | 時間  |
| --------- | --------------------------------------- | --------- | --------- | ------------ | ----- |
| 1.        | 「ここにはないもの」                    | 秋元康    | ナスカ    | the Third    | 5:11  |
| 2.        | 「悪い成分」                            | 秋元康    | 若林充    | 若林充       | 4:20  |
| 3.        | 「甘いエビデンス」                      | 秋元康    | 坂本麗衣  | ツタナオヒコ | 4:31  |
| 4.        | 「ここにはないもの ～off vocal ver.～」 |           | ナスカ    | the Third    | 5:11  |
| 5.        | 「悪い成分 ～off vocal ver.～」         |           | 若林充    | 若林充       | 4:20  |
| 6.        | 「甘いエビデンス ～off vocal ver.～」   |           | 坂本麗衣  | ツタナオヒコ | 4:30  |
| 合計時間: | 合計時間:                               | 合計時間: | 合計時間: | 合計時間:    | 28:03 |

| #  | タイトル                                           | 作詞 | 作曲・編曲 | 監督 |
| -- | -------------------------------------------------- | ---- | ---------- | ---- |
| 1. | 「孤独な青空」                                     |      |            |      |
| 2. | 「泣いたっていいじゃないか?」                      |      |            |      |
| 3. | 「羽根の記憶」                                     |      |            |      |
| 4. | 「Sing Out!」                                      |      |            |      |
| 5. | 「Making of 真夏の全国ツアー2022 明治神宮球場 #4」 |      |            |      |

### 通常盤
| #         | タイトル                                | 作詞      | 作曲      | 編曲      | 時間  |
| --------- | --------------------------------------- | --------- | --------- | --------- | ----- |
| 1.        | 「ここにはないもの」                    | 秋元康    | ナスカ    | the Third | 5:11  |
| 2.        | 「悪い成分」                            | 秋元康    | 若林充    | 若林充    | 4:20  |
| 3.        | 「17分間」                              | 秋元康    | 姫野博行  | APAZZI    | 5:32  |
| 4.        | 「ここにはないもの ～off vocal ver.～」 |           | ナスカ    | the Third | 5:11  |
| 5.        | 「悪い成分 ～off vocal ver.～」         |           | 若林充    | 若林充    | 4:20  |
| 6.        | 「17分間 ～off vocal ver.～」           |           | 姫野博行  | APAZZI    | 5:31  |
| 合計時間: | 合計時間:                               | 合計時間: | 合計時間: | 合計時間: | 30:05 |

### Special Edition
| 全作詞: 秋元康。 |                      |           |                    |              |      |
| #                | タイトル             | 作詞      | 作曲               | 編曲         | 時間 |
| 1.               | 「ここにはないもの」 | 秋元康    | ナスカ             | the Third    | 5:11 |
| 2.               | 「悪い成分」         | 秋元康    | 若林充             | 若林充       | 4:20 |
| 3.               | 「これから」         | 秋元康    | 浦島健太、菊池博人 | 菊池博人     | 4:53 |
| 4.               | 「銭湯ラプソディー」 | 秋元康    | 本田正樹           | 本田正樹     | 4:03 |
| 5.               | 「アトノマツリ」     | 秋元康    | 藤田卓也           | 藤田卓也     | 5:02 |
| 6.               | 「甘いエビデンス」   | 秋元康    | 坂本麗衣           | ツタナオヒコ | 4:31 |
| 7.               | 「17分間」           | 秋元康    | 姫野博行           | APAZZI       | 5:32 |
| 合計時間:        | 合計時間:            | 合計時間: | 合計時間:          | 33:32        |      |

## 歌唱メンバー

### ここにはないもの
（センター：齋藤飛鳥）
- 3列目：柴田柚菜、岩本蓮加、阪口珠美、筒井あやめ、早川聖来、林瑠奈、弓木奈於
- 2列目：田村真佑、久保史緒里、梅澤美波、秋元真夏、鈴木絢音、金川紗耶
- 1列目：賀喜遥香、遠藤さくら、齋藤飛鳥、山下美月、与田祐希

齋藤飛鳥が23rdシングル「Sing Out!」以来、8作ぶり5度目のセンターを務める。選抜メンバーは前作より1人少ない18人で、福神は前作に引き続き11人（十一福神）。前作の選抜メンバーからは、卒業した樋口日奈、活動休止中の掛橋沙耶香、一部の活動を休止している清宮レイ、佐藤楓以外の全メンバーが今作でも選抜入りしている。4期生の林瑠奈が初の選抜入りとなったほか、阪口珠美が23rdシングル「Sing Out!」以来8作ぶり、早川聖来が体調不良による活動休止から復帰し、29thシングル「Actually...」以来2作ぶりの選抜復帰となった。鈴木絢音、金川紗耶は初福神となった。また、1期生の秋元真夏は2月26日に、2期生の鈴木絢音は3月28日にグループを卒業するため、最後の選抜となり、1期生、2期生が参加する最後のシングル曲となった。

### 悪い成分
（センター：中村麗乃）
- 3期生：伊藤理々杏、佐藤楓、中村麗乃、向井葉月、吉田綾乃クリスティー
- 4期生：北川悠理、黒見明香、佐藤璃果、松尾美佑、矢久保美緒

アンダーメンバーによる楽曲。

### これから
- 齋藤飛鳥[39]

今作で卒業を迎える齋藤のソロ曲。

### 銭湯ラプソディー
（ユニット名：銭湯ガールズ）
- 梅澤美波、山下美月、与田祐希、金川紗耶、田村真佑[39]

### アトノマツリ
- 遠藤さくら、賀喜遥香、北川悠理、林瑠奈、弓木奈於[39]

### 甘いエビデンス
（センター：久保史緒里）
- 伊藤理々杏、久保史緒里、中村麗乃、柴田柚菜、林瑠奈[39]

### 17分間
（センター：川﨑桜）
- 五百城茉央、池田瑛紗、一ノ瀬美空、井上和、岡本姫奈、小川彩、奥田いろは、川﨑桜、菅原咲月、冨里奈央、中西アルノ

5期生による楽曲。